# Louvroil
Louvroil – miejscowość i gmina we Francji, w regionie Hauts-de-France, w departamencie Nord.
Według danych na rok 1990 gminę zamieszkiwało 7349 osób, a gęstość zaludnienia wynosiła 1246 osób/km² (wśród 1549 gmin regionu Nord-Pas-de-Calais Louvroil plasuje się na 119. miejscu pod względem liczby ludności, natomiast pod względem powierzchni na miejscu 603.).